# Julio César Firrufino

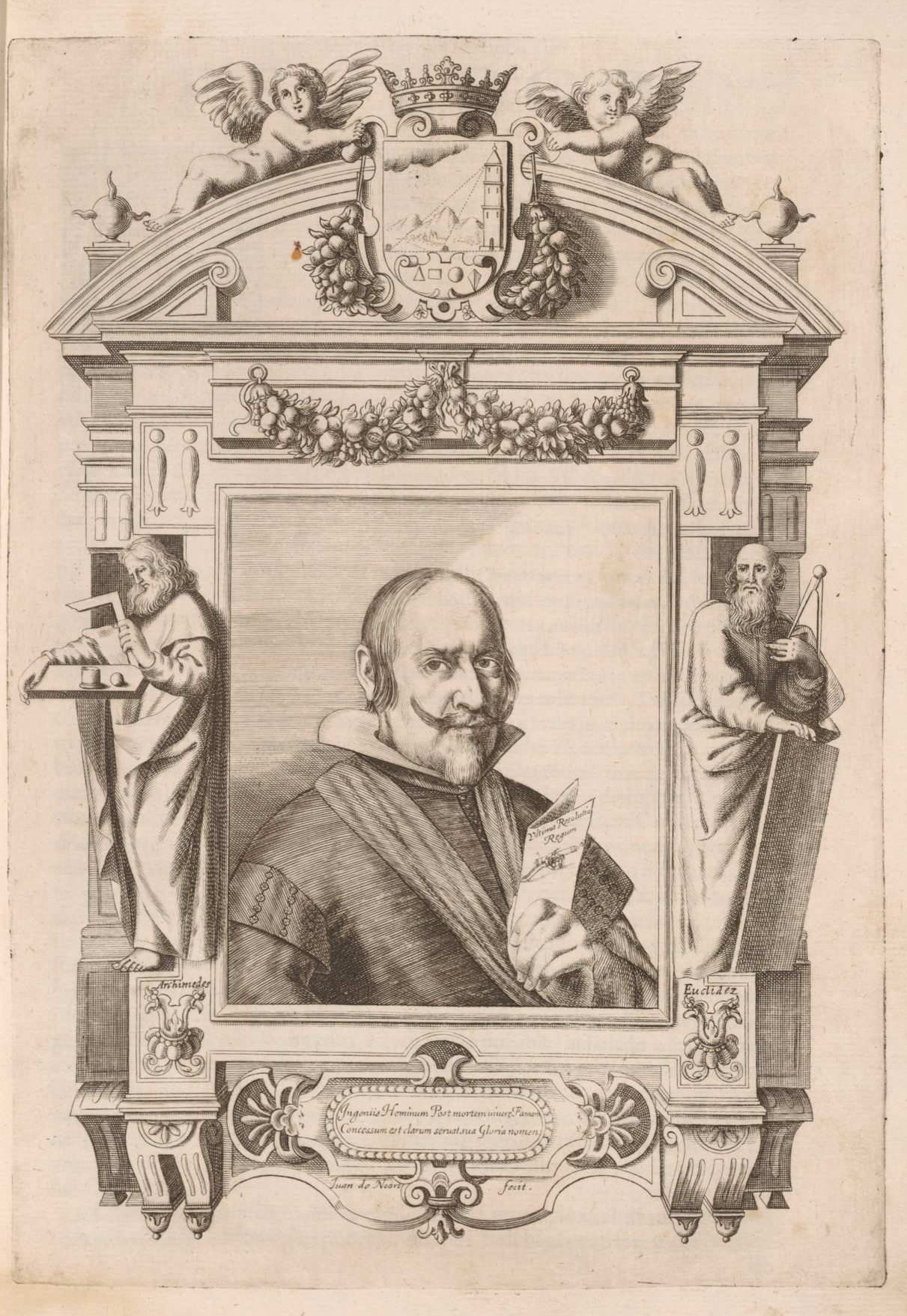
Retrato de Julio César Firrufino por Juan de Noort, recogido en El perfecto artillero, Madrid, Juan Martín de Barrio, 1648

Julio César Firrufino [también aparece como Ferrofino y Ferrufino] (¿Sevilla?, c. 1578-Madrid, 9 de marzo de 1651) fue un matemático e ingeniero español, catedrático de matemáticas de la Academia de Matemáticas creada  en Madrid (antecedente de la actual Real Academia de Ciencias Exactas, Físicas y Naturales), y que durante un tiempo convivió con otras academias que proliferaron en el Imperio Español de la época, la más importante de ellas la Real Academia Militar de Matemáticas y Fortificación.

## Biografía y obra

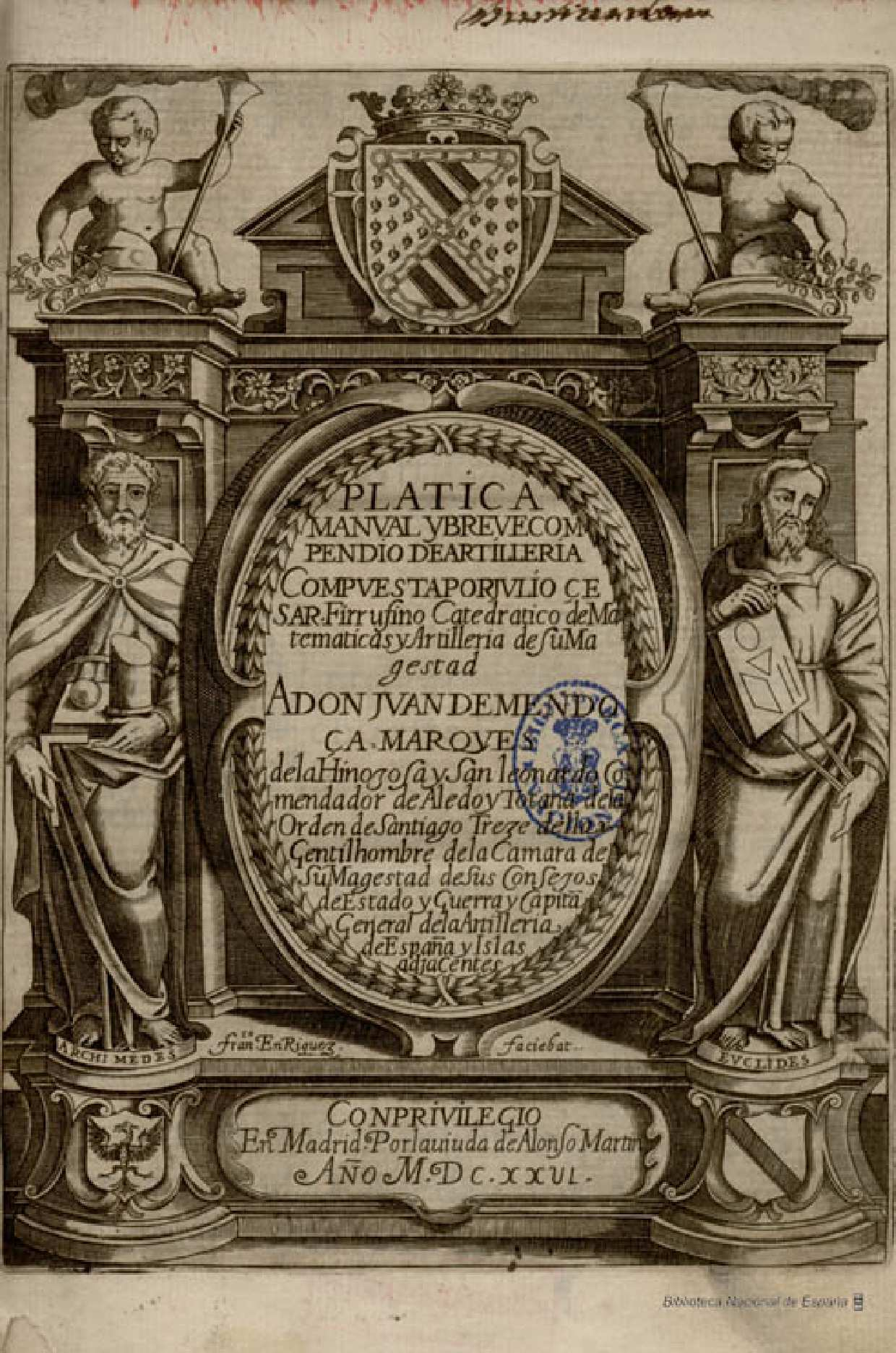
Portada de Plática manual y breve compendio de artillería compuesta por Julio César Firrufino, en Madrid, por la viuda de Alonso Martín, 1626. Grabado firmado por Francisco Enríquez, Biblioteca Nacional de España.

Fue hijo de Giuliano Ferrofino (c. 1535-1604), nacido en Alessandria (Milanesado) y que fue también catedrático de Geometría y Artillería del rey de España. No obstante, se conocen pocos datos biográficos sobre Julio Firrufino, Por un documento fechado en 1644 se sabe que tenía en aquella fecha sesenta y seis años, por lo que se fija el nacimiento en torno al año 1578, cuando su padre ocupaba la cátedra de artillería naval de la Casa de Contratación de Indias y que, muy probablemente, nació en Sevilla, aunque tradicionalmente se le ha creído natural Madrid.
En 1600 fue admitido como protegido del capitán general de artillería y, a la muerte de su padre en 1604, ocupó la cátedra de Matemáticas y Fortificación, siendo examinado por Andrés García de Céspedes y João Baptista Lavanha. Ocupó la cátedra hasta un año antes de su fallecimiento en 1651, siendo sustituido por su alumno, Luis Carduchi, miembro de una familia a la que le unía una larga amistad desde que tenía veinte años.
En 1626 publicó Plática Manual y Breve Compendio de Artillería, un resumen autorizado de un tratado de artillería que le habían prohibido editar por razones de Estado. En 1638 fue acusado de fraude en la construcción de sesenta y seis piezas de artillería, hecho por el que fue condenado e ingresó en prisión hasta 1644. En 1648 se publicó su obra más importante, El perfecto artillero theorica y pratica, una enciclopedia considerada, no obstante, poco original.

### Obras de Julio César Firrufino
- Firrufino, Julio César (1623). El perfecto artillero. Madrid.
- — (1626).  Viuda de Alonso Martín, ed. Platica Manual y Breve Compendio de Artillería. Madrid.
- — (1648).  Juan Martín del Barrio, ed. El perfecto artillero: theorica y práctica. Madrid.